# Telchinia goetzei
Telchinia goetzei is een vlinder uit de familie van de Nymphalidae. De wetenschappelijke naam van de soort is voor het eerst gepubliceerd in 1903 door Friedrich Thurau.

## Verspreiding
De soort komt voor in Congo-Kinshasa, Oeganda, Rwanda, Burundi, Tanzania, Zambia, Malawi, Mozambique en Zimbabwe.

## Waardplanten
De rups leeft op Sparrmannia ricinocarpa, Triumfetta annua en Triumfetta rhomboidea (Malvaceae).